# Martin Ančička
Martin Ančička (* 1. Oktober 1974 in Kladno, Tschechoslowakei) ist ein ehemaliger deutsch-tschechischer Eishockeyspieler (Verteidiger), der für deutsche Eishockeynationalmannschaft sowie die Adler Mannheim und Nürnberg Ice Tigers in der DEL aktiv war. Zuletzt spielte er für den EV Regensburg in der Oberliga Süd, war später dort als sportlicher Berater tätig und betreibt heute die Sport-Agentur ISMA. Sein Sohn Tobias Ančička ist ebenfalls professioneller Eishockeyspieler.

## Karriere
Martin Ančička wuchs in seiner Geburtsstadt Kladno auf und begann dort auch mit dem Eishockey. 1993 erhielt der Offensiv-Verteidiger bei Poldi Kladno erste Einsätze in der tschechischen Extraliga. Bis 1997 wurde er jedoch nur sporadisch in der 1. Mannschaft eingesetzt. So entschied sich Ančička zu einem Wechsel in die drittklassige deutsche 2. Liga Süd zum EV Regensburg, wo ihm bereits in der ersten Saison mit 78 Scorerpunkten aus 50 Spielen der Durchbruch gelang. Es folgte ein weiteres Jahr in Regensburg mit ähnlichem Erfolg und 1999 der Wechsel nach Bietigheim-Bissingen. Dort spielte der Abwehrspieler seine bis dahin schwächste Saison und ging nach nur einem Jahr zum Heilbronner EC. Zwar verbesserten sich seine Werte in der Spielzeit 2000/01 wieder, doch da er mit dem Team die Play-offs verpasste, wechselte der Linksschütze zurück nach Bietigheim.
Nach einer Saison bei den Steelers kehrte Martin Ančička zurück nach Regensburg, wo er von 2002 bis 2006 erneut spielte. In den Spielzeiten 2004/05 und 2005/06 sowie in den Play-offs 2005 wurde er jeweils punktbester Verteidiger. Zur Saison 2006/07 nahm der Verteidiger ein Vertragsangebot der Adler Mannheim aus der DEL für die folgenden zwei Spielzeiten an. Bereits in seinem ersten Jahr bei den Adlern gewann Ančička mit dem Team die deutsche Meisterschaft. Zur Saison 2008/09 wechselte der gebürtige Tscheche zum Ligakonkurrenten Nürnberg Ice Tigers. Am 29. Dezember 2010 veranlasste er jedoch die sofortige Auflösung seines Vertrags bei den Thomas Sabo Ice Tigers und wurde am 30. Dezember als Neuzugang beim EV Regensburg vorgestellt. Nach der Saison 2012/13 beendete Ančička seine aktive Karriere. Seine Rückennummer 27 wird beim EV Regensburg zu seinen Ehren nicht mehr vergeben.

### International
Martin Ančička wurde 2006 und noch beim Zweitligisten Eisbären Regensburg unter Vertrag stehend von Bundestrainer Uwe Krupp erstmals zur Nationalmannschaft eingeladen und kam auch bei der Division-I-Weltmeisterschaft in Amiens zum Einsatz, wo er mit dem Team den Aufstieg schaffte. 2007 spielte er bei der A-WM in Moskau. Vor der Weltmeisterschaft 2009 bestritt Ančička alle Vorbereitungsspiele, wurde aber für das Turnier nicht nominiert. In der Folge erklärte Ančička seinen Rücktritt aus dem Nationalteam. Insgesamt absolvierte er 48 Länderspiele für Deutschland.

## Karrierestatistik
(Legende zur Spielerstatistik: Sp oder GP = absolvierte Spiele; T oder G = erzielte Tore; V oder A = erzielte Assists; Pkt oder Pts = erzielte Scorerpunkte; SM oder PIM = erhaltene Strafminuten; +/− = Plus/Minus-Bilanz; PP = erzielte Überzahltore; SH = erzielte Unterzahltore; GW = erzielte Siegtore; 1 Play-downs/Relegation; Kursiv: Statistik nicht vollständig)